# Ramón Fernández Rico
Ramón Fernández Rico, nacido en Vilasantar en 1891 y fallecido en Pontevedra el 5 de junio de 1937, fue un político gallego.

## Biografía
Nació en 1891 en el ayuntamiento coruñés de Vilasantar. Tornero de profesión, se casó con Pura Prado Rey, con la que tuvo nueve hijos. Fue dueño de una ebanistería en la avenida de América de La Estrada. Llegó a ser vicepresidente del Partido Radical Socialista en 1931, y más tarde acabó integrado en la Unión Republicana. Tras las elecciones de 1936 y la victoria del Frente Popular, Jesús Ignacio Puente Fontanes se convirtió en alcalde de La Estrada y Ramón Fernández Rico en teniente de alcalde. El 14 de julio de 1936, el alcalde marcha a Madrid con una delegación de diputados y políticos gallegos para presentar ante las Cortes los resultados del plebiscito sobre el Estatuto de autonomía de Galicia, quedando al frente del gobierno municipal Fernández Rico.

### Sublevación de julio del 36
Tras la sublevación militar del 18 de julio, la Guardia civil se negó a ponerse a disposición de las autoridades municipales, por lo que Fernández Rico recibe órdenes del Gobierno Civil para armar a la población y detener a los sublevados. Pero fue la Guardia Civil quien destituyó al gobierno municipal y comenzó a detener a políticos, sindicalistas y republicanos. Aunque en un principio se escondió durante unos días, se acabó presentando ante la Guardia Civil y fue enviado a la Prisión Provincial de Pontevedra primero y a la improvisada cárcel de la Isla de San Simón después.

### Cárcel y ejecución
Estuvo preso durante más de nueve meses, acusado de múltiples cargos, como los de ser comunista, "instigador del alzamiento revolucionario" y enemigo de la Iglesia. Durante este tiempo su mujer e hijos salieron a trabajar para poder aliviar la penosa situación económica de la familia y para poder llevarle comida a Ramón, pues las condiciones de la cárcel eran lamentables. A pesar de su confianza en salvar la situación, en marzo de 1937 es condenado a la pena de muerte.
En una de las últimas cartas que envía a su mujer dice que tiene la conciencia muy tranquila, que no hizo mal a nadie y que fue todo por defender un ideal. En la última carta se despide de toda la familia y le pide a su mujer que el dinero del entierro los gaste en vestir a los hijos.
Ramón Fernández Rico fue fusilado el 5 de junio de 1937 en la Avenida de Buenos Aires, en un cruce de caminos de Monte Porreiro, en el ayuntamiento de Pontevedra. Su mujer había ido ese día para verlo y presentarle a su hijo nacido hacía poco tiempo, pero cuando llegó ya estaba muerto.

### Homenajes
En 2006, al lado del río Lérez se rindió un homenaje a Ramón Fernández Rico, Jesús Ignacio Puente Fontanes y José Rodríguez Sangiao, fusilados los tres en 1937.
En 2007, coincidiendo con el 70 aniversario del fusilamiento, se celebró en el salón de plenos del ayuntamiento de la Estrada, un homenaje a Fernández Rico y la otros cinco estradenses asesinados con él y en la que participaron numerosos familiares de los represaliados. También se colocó una placa en el Ayuntamiento para recordar a los fusilados.